# 中澤敬 (1949年生の実業家)
中澤 敬（なかざわ たかし、1949年 - ）は、日本の実業家、政治家。株式会社中沢ヴィレッジ代表取締役会長、一般社団法人草津温泉観光協会会長、一般社団法人日本温泉協会理事、元群馬県吾妻郡草津町長。

## 人物・経歴
1949年、群馬県吾妻郡草津町生まれ。1972年、立教大学社会学部観光学科（現・観光学部）卒業。
大学卒業後、スイスへ渡り、スイスホテル協会設立のローザンヌホテルスクールで学んだ後、ジュネーブでホテル業務に携わる。
1978年に帰国し、草津温泉を代表する大規模リゾートホテル・株式会社中沢ヴィレッジの専務取締役に就任。
1998年、草津温泉旅館協同組合理事長に就任。
2002年～2010年、群馬県吾妻郡草津町長（二期8年間）に就任。
現在、株式会社中沢ヴィレッジ代表取締役会長のほか、一般社団法人草津温泉観光協会会長、一般社団法人日本温泉協会理事の要職を務める。